# Черет (комуна)
Черет (рум. Cerăt) — комуна у повіті Долж в Румунії. До складу комуни входять такі села (дані про населення за 2002 рік):
- Малайка
- Черет (3911 осіб)

Комуна розташована на відстані 197 км на захід від Бухареста, 31 км на південь від Крайови.

## Населення
За даними перепису населення 2002 року у комуні проживали 3911 осіб.
Національний склад населення комуни:
| Національність | Кількість осіб | Відсоток |
| -------------- | -------------- | -------- |
| румуни         | 2739           | 70,0%    |
| цигани         | 1171           | 29,9%    |
| італійці       | 1              | < 0,1%   |

Рідною мовою назвали:
| Мова       | Кількість осіб | Відсоток |
| ---------- | -------------- | -------- |
| румунська  | 2888           | 73,8%    |
| циганська  | 1021           | 26,1%    |
| італійська | 1              | < 0,1%   |

Склад населення комуни за віросповіданням:
| Релігія       | Кількість осіб | Відсоток |
| ------------- | -------------- | -------- |
| православні   | 3867           | 98,9%    |
| п'ятдесятники | 28             | 0,7%     |
| бретрени      | 7              | 0,2%     |
| лютерани      | 2              | 0,1%     |
| римо-католики | 1              | < 0,1%   |